# Клетва на Хорациите
„Клетвата на Хорациите“ (на френски „Le Serment des Horaces“) e картина от Жак-Луи Давид от 1784 г. с размери 330 × 425 см, нарисувана на платно с маслени бои и се намира в музея Лувър в Париж.
Нарисувана е по поръчка на министъра на изкуството на френския крал. Мотивът на картината е римският патриотизъм.
Давид решава да нарисува историята на битката, описана от Ливий в Ab urbe condita, между Хорациите и Куриациите между 672 и 640 пр.н.е. Ливий разказва за нея в рамките на войната между Алба Лонга и Рим.